# Mad Dogs (serie televisiva 2016)
Mad Dogs è una serie televisiva statunitense del 2015, in cui l'episodio pilota è stato distribuito da Amazon il 15 gennaio 2015, mentre la serie è stata pubblicata online il 22 gennaio 2016. È un adattamento dell'omonima serie britannica trasmessa per 4 stagioni dal 2010 al 2013. La serie originale è costituita da 14 episodi, mentre quella statunitense è di 10 episodi. Il creatore di entrambe le serie è Cris Cole.

## Trama
Quattro amici di mezza età (Joel, Lex, Gus e Cobi) vengono invitati in Belize da Milo, amico di vecchia data, ritiratosi in pensione in giovane età dopo che alcuni misteriosi affari lo hanno fatto diventare milionario. Nella villa di Milo i cinque si divertono e riprendono i rapporti degli anni del college, sebbene il comportamento di Milo sembri a tutti alquanto strano; in particolare, Milo dichiara loro di averli designati come eredi della sua sontuosa villa, nel caso di una sua prematura morte.
Col passare dei giorni riaffiorano incomprensioni e riemergono vecchie ruggini, in particolare tra Cobi (di professione contabile) e Joel (insegnante in profonda depressione), con il primo che ha sposato Helena, vecchia fiamma ancora amata da Joel. Anche tra Lex (ex musicista) e Gus (ex avvocato) non mancano le frizioni, a causa di una richiesta di lavoro di Lex che Gus, quando ancora era avvocato, non aveva supportato per paura di perdere un facoltoso cliente.

I sospetti sulle losche attività di Milo diventano realtà quando trovano una capra morta nella piscina della villa, un avvertimento del misterioso Lawrence; per vendicarsi dell'affronto, Milo ruba una barca (di proprietà del terribile criminale Jèsus) e coinvolge i quattro amici a loro insaputa. Quando questi, in particolare Joel, chiedono spiegazioni e minacciano di andarsene, Milo chiede loro di restare per un'ultima cena assieme, dove avrebbe spiegato loro tutta la faccenda. Ma durante la cena le cose precipitano e un misterioso nano con una maschera da gatto spara in testa a Milo e, prima di sparire a bordo di una vedetta della polizia locale, minaccia i quattro rimasti: devono riportare l'imbarcazione entro 24 ore oppure moriranno.
Terrorizzati e senza alcuna informazione sul luogo dove è ancorata la barca, i quattro devono decidere cosa fare del corpo di Milo, mentre la poliziotta Sophia fa loro visita.

## Episodi
| Stagione       | Episodi | Prima TV USA | Pubblicazione Italia |
| -------------- | ------- | ------------ | -------------------- |
| Prima stagione | 10      | 2016         | 2017                 |

## Produzione

### Cast
Ben Chaplin e María Botto partecipano ad entrambe le produzioni: nell'originale Chaplin interpreta però il milionario Alvo, qui invece è interpretato da Zane (il personaggio è rinominato Milo).

### Riprese
Sebbene l'ambientazione nella narrazione sia il Belize, la maggior parte delle riprese sono state effettuate a Porto Rico.

## Galleria d'immagini

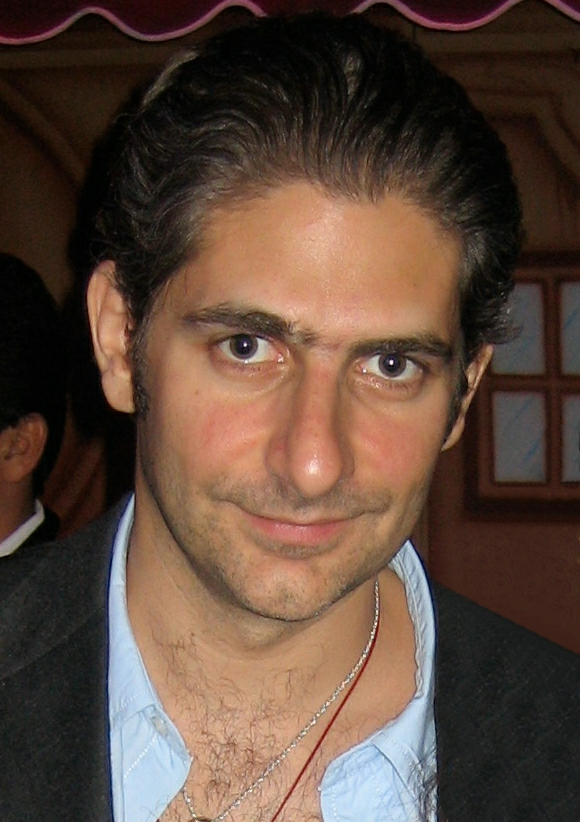
Michael Imperioli interpreta Lex
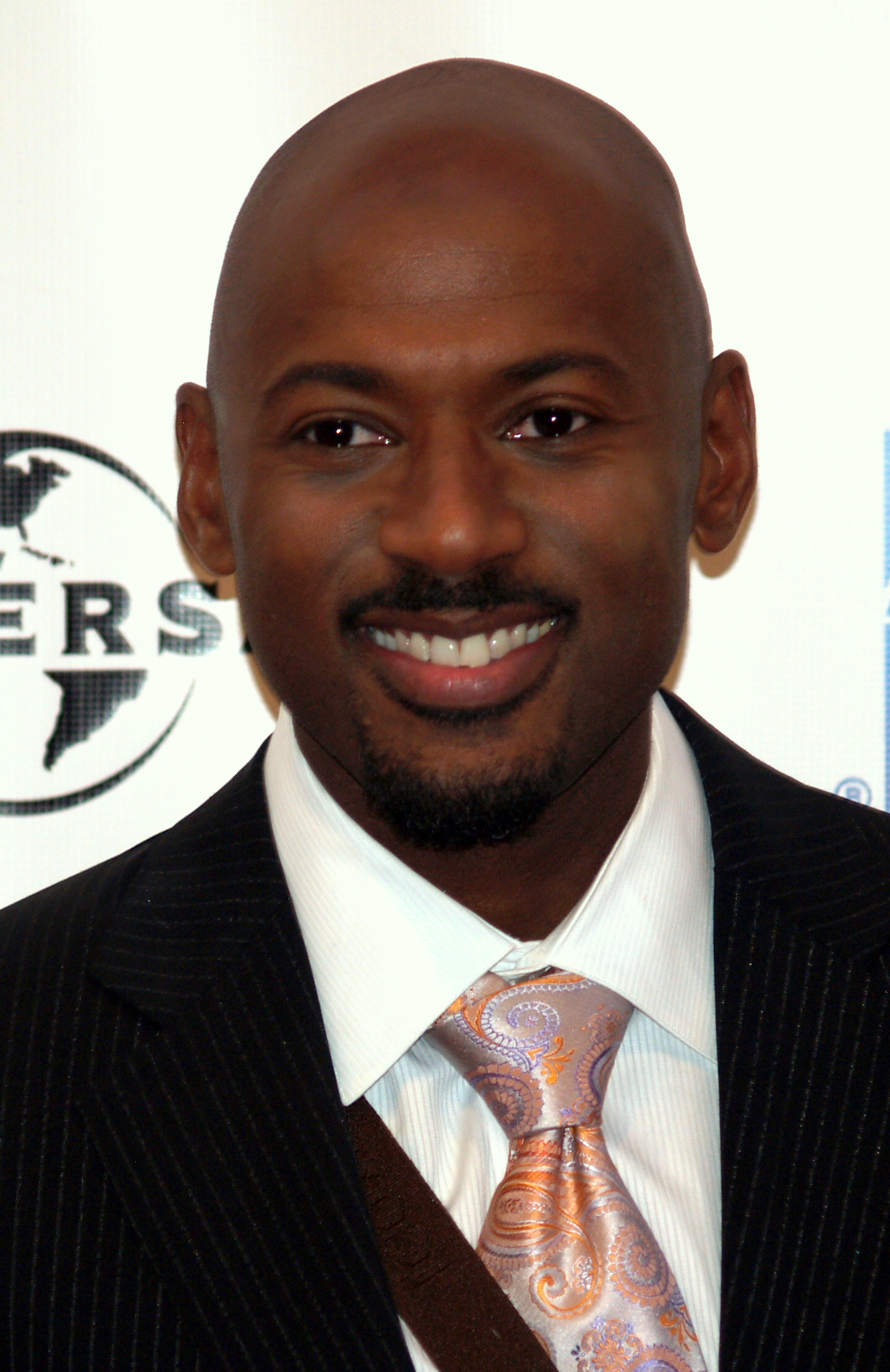
Romany Malco interpreta Gus
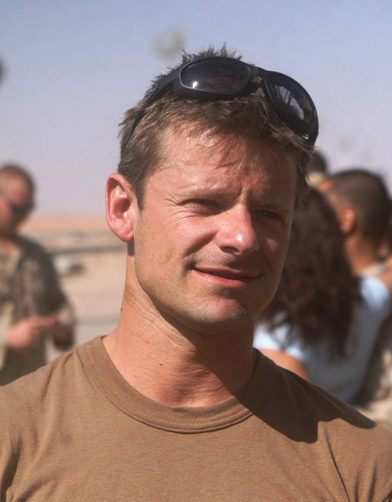
Steve Zahn interpreta Cobi
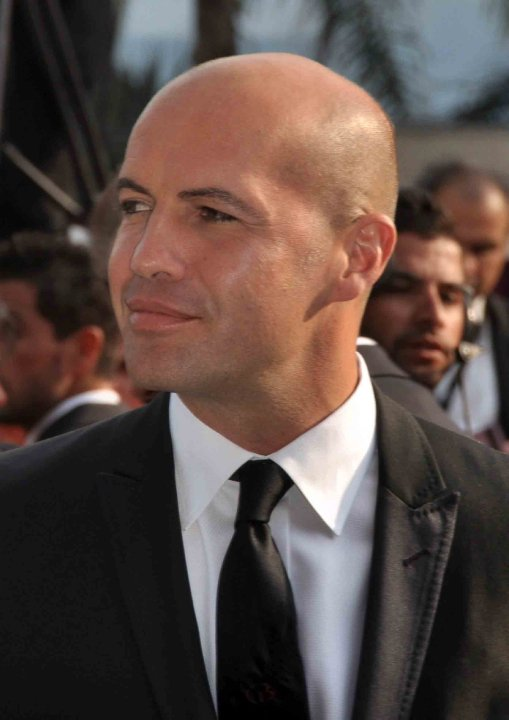
Billy Zane interpreta Milo
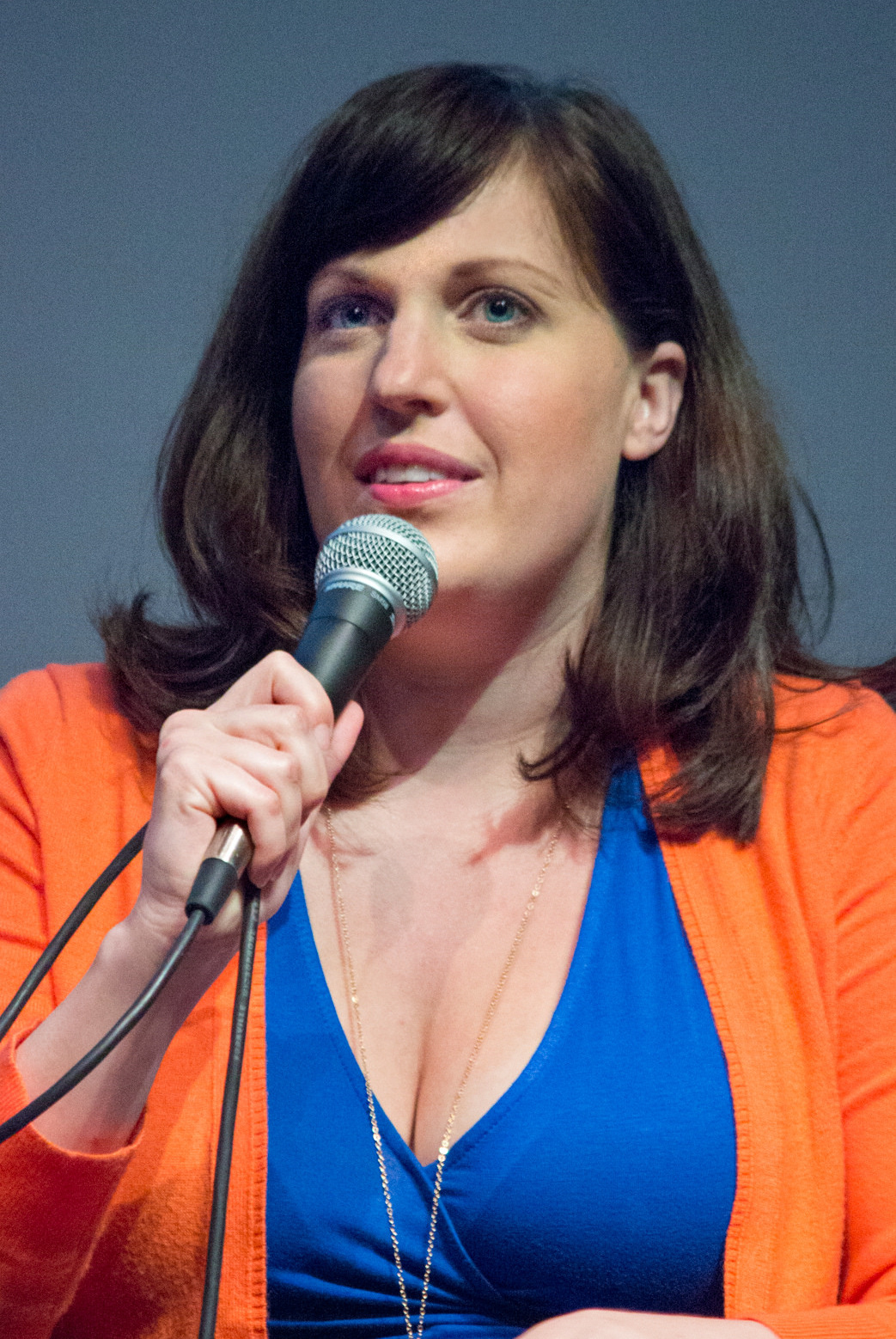
Allison Tolman interpreta Rochelle